# Associazione Calcio Pordenone 1941-1942
Questa voce raccoglie le informazioni riguardanti l'Associazione Calcio Pordenone nelle competizioni ufficiali della stagione 1941-1942.

## Rosa
| N. |                   | Ruolo | Calciatore       |
| -- | ----------------- | ----- | ---------------- |
|    | Italia (bandiera) | D     | F. Bortolin      |
|    | Italia (bandiera) | D     | Mario Cortese    |
|    | Italia (bandiera) | A     | Francesco Cum    |
|    | Italia (bandiera) | P     | Dino Degan       |
|    | Italia (bandiera) | D     | Alviso De Jeso   |
|    | Italia (bandiera) | D     | Bruno Eduini     |
|    | Italia (bandiera) | D     | Camillo Gherlone |
|    | Italia (bandiera) | A     | Carlo Giuliani   |

| N. |                   | Ruolo | Calciatore           |
| -- | ----------------- | ----- | -------------------- |
|    | Italia (bandiera) | A     | Arturo Macchi        |
|    | Italia (bandiera) | C     | Gennaro Ottogalli    |
|    | Italia (bandiera) | C     | Mario Pollini        |
|    | Italia (bandiera) | A     | Renzo Sala           |
|    | Italia (bandiera) | A     | Vito Servello        |
|    | Italia (bandiera) | C     | Ermanno Tagliazucchi |
|    | Italia (bandiera) | D     | Giordano Tangerini   |